# Sven Rydell
Sven Rydell   (Göteborgs Kristine församling, 14 de gener de 1905 - Göteborg, 4 d'abril de 1975) fou un futbolista suec, que jugava com a davanter, que va competir durant les dècades de 1920 i 1930. Era el pare de la gimnasta Ewa Rydell.
Amb 49 gols en 43 partits fou el màxim golejador de tots els temps de la selecció nacional sueca durant més de 80 anys, fins al 4 de setembre de 2014, quan Zlatan Ibrahimović marcà el seu gol número 50 amb la selecció. Mai va disputar cap Mundial de futbol i sols el 1924 va prendre part en els Jocs Olímpics de París, on guanyà la medalla de bronze en la competició de futbol.
Pel que fa a clubs, defensà els colors del Holmens ISIF (1920-1924), l'Örgryte IS (1924-1930 i 1931-1934) i, el Redbergslids IK (1930-1931). En retirar-se primer exercí d'entrenador de l'Örgryte IS entre 1934 i 1935 i posteriorment com a periodista esportiu, durant molts anys.